# Джентил
Реанна Лінн Россі (англ. Reanna Lynn Rossi, 26 червня 1976, Оклахома, США — 30 жовтня 2020), відома як Джентил (англ. Jenteal) — колишня американська порноакторка.

## Біографія
Народилася 26 червня 1976 року в Оклахомі, США. Виросла в Сакраменто. 
Переїхала в Лос-Анджелес, де потрапила в порноіндустрію у 1994 році, у віці 18 років, у фільмі New Faces, Hot Bodies 15. Це була її перша і єдина сцена анального сексу. Після зйомок протягом майже двох років для різних продюсерів в 1996 році підписала ексклюзивний контракт з порностудією Vivid на чотири роки. Там знімалася переважно в лесбійських сценах, наприклад, у Fashion Plate (1996), Heat (1997), Where the Boys aren't 10 (1998) та Where the Boys aren't 12 (2000), також мала кілька гетеросексуальних, наприклад, в Jenteal Loves Rocco (1997) і Riding Lessons (1997).
Знялася в 140 порнофільмах.
У 2000 році залишила порноіндустрію у зв'язку з одруженням.
З 2000 по 2005 рр. перебувала у шлюбі з Крейгом Кастером. У пари двоє дітей.

## Премії
- 1996 AVN Award — Краще лесбійське порно (Fantasy Chamber) разом з Фелесією та Місті Рейн[7]